# Sundasciurus mindanensis
Sundasciurus mindanensis là một loài động vật có vú trong họ Sóc, bộ Gặm nhấm. Loài này được Steere mô tả năm 1890.